# Кемп-Бондстіл
42°22′00″ пн. ш. 21°15′00″ сх. д. / 42.36666667° пн. ш. 21.25° сх. д.
Кемп Бондстіл (Camp Bondsteel) — головна воєнна база військ США під командуванням KFOR в Косово, а також є штаб квартирою НАТО та Інтернаціональних Бойових Батальйонів Сходу (Multinational Battle Group East, MNBG-E). Названа на честь штаб-сержанта Джеймса Леройя Бондстіла, який отримав Медаль Пошани США за проявлений героїзм у в'єтнамській війні.

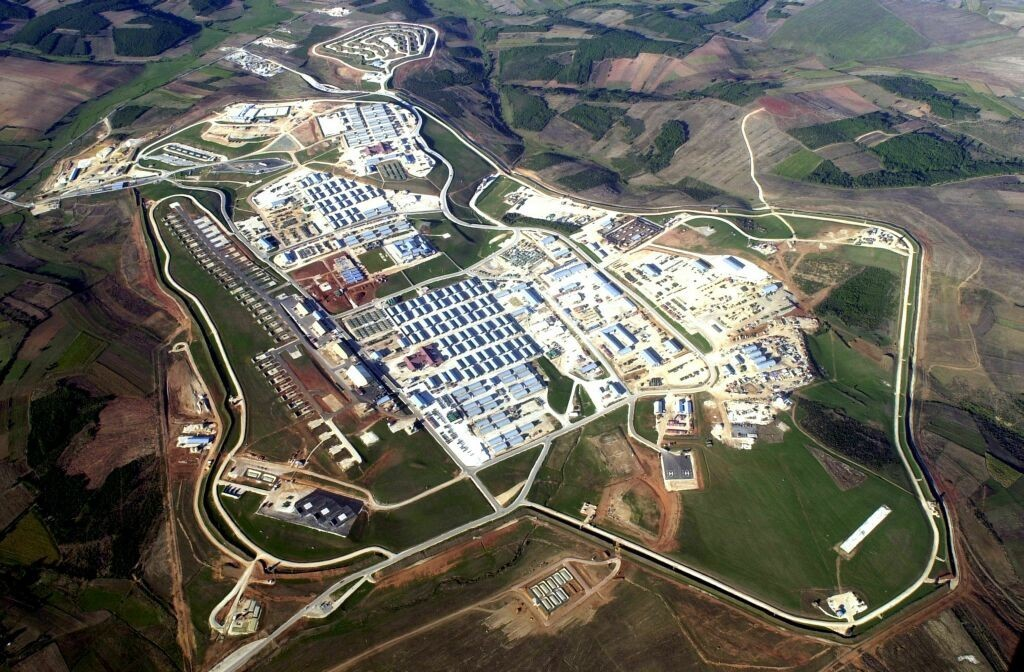
Camp bondsteel kosovo

Бондстіл був побудований на горбистій місцевості сільськогосподарських угідь недалеко від кордону з Македонією в районі Урошевиц, у серпні 1999 року. Будівництвом займалися 94-й інженерний будівельний батальйон та 596 Combat Support Engineer Company спільно з приватними компаніями Kellogg, Brown та Root, під керівництвом Army Corps Engineers (Армійського Корпусу Інженерів). Загальна площа табору становить близько 360 тис. м². (це понад 7 км.). Зовнішній периметр бази становить близько 14 км та оточений 2,5 метровим колючим парканом, по периметру розміщені 11 сторожових веж, які побудовані так, що коло їх огляду сягає від 18 футів над землею. Під час будівництва інженерам довелося дещо скоротити ділянки довколишнього лісу, проте це було здійснено законно та одразу домовлено із місцевим косовським керівництвом.
База має близько 250 будівель-об'єктів. Умовно вона поділена на Північну та Південну частини. На території табору функціонують дві великі їдальні, різноманітні кафе, відповідно до закону алкогольні вироби на території бази категорично заборонені, в наявності є лише безалкогольне пиво. Також тут розташовано багато магазинів продуктів, одягу, побутової техніки, є власний кінотеатр, працює найкраща в Косово лікарня, басейн, тренажерні зали, бібліотека, зали для розваг (наприклад комп'ютерних ігор, доступ до мережі інтернет). Також забезпечені всі умови для активного відпочинку (футбол, баскетбол, волейбол тощо), збудовані каплиці різноманітних конфесій, освітній центр проводить заняття з Центрального Техаського коледжу та університетського коледжу штату Меріленд, збудована пожежна станція. Солдати мешкають в здебільшого дерев'яних великих будинках, один такий будинок розраховано на 6 чоловік. У кожного солдата є своє ліжко, шафа-купе, в одному домі є декілька ванних кімнат, в кожному в наявності кондиціонер, сигналізація та різні електронні пристрої для комфортного життя.

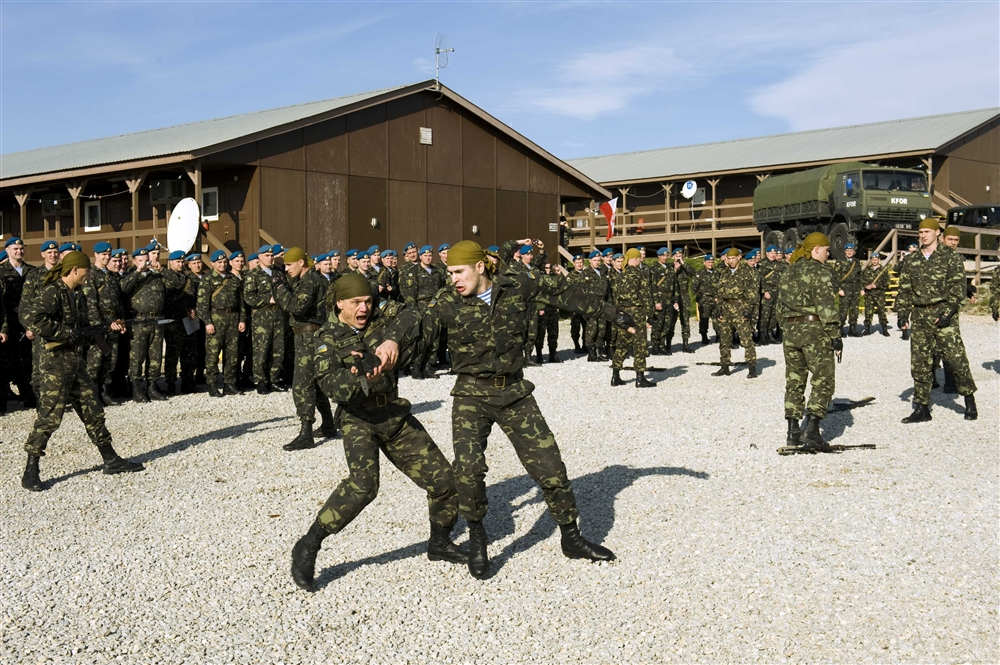
Ukraine Armed Forces Day, at Camp Bondsteel, Kosovo 2010

Наразі на базі Бондстіл проживають 7000 тис. солдат та цивільних працівників. Табір офіційно призначений для миротворчих місій військ НАТО. Серед цих військ, наприклад є 650 солдат з Північної Дакоти Національної гвардії, сили MNBG-E, а також більш ніж 800 солдат з 14 різних штатів та Вірджинських Островів, так звана Task Force Falcon (Цільова Група Фелкон). Також сюди входять солдати і з таких країн як Україна, Греція, Польща, Литва, Румунія, Вірменія та з інших 32 країн світу. Офіційно представники НАТО оголосили, що кількість військових не буде сягати більше ніж 10 тис. чол.